# Castellar de n'Hug
Castellar de n'Hug (Spaans: Castellar de Nuch) is een gemeente in de comarca Berguedà in Catalonië. Het ligt op de zuidelijke flanken van de Pyreneeën. Castellar de n'Hug telt 157 inwoners (1 januari 2016).
De rivier Llobregat ontspringt in deze gemeente. De weg B-403 die het verbindt met La Pobla de Lillet en verder door over de Creueta naar de Comarca's Ripollès en Cerdanya.
De Asland del Clot del Moro cement fabriek, nu gesloten samen met de spoorweg die het verbond met Guardiola de Berguedà, is een noemenswaardig voorbeeld van modernista industriële architectuur. De romaanse kerk van Sant Vincenç de Rus bevat enkele originele muurschilderingen.

## Demografische ontwikkeling
Bron: INE, 1857-2011: volkstellingen
Opm.: In 1857 werd de gemeente San Vicente de Rus aangehecht